# Blossom Time
Blossom Time (bra Primavera de Amor), também conhecido como Blossom Time: A Romance to the Music of Franz Schubert, é um filme britânico de 1934, em preto e branco, do gênero drama musical, dirigido por Paul L. Stein, com roteiro baseado na opereta Das Dreimäderlhaus, de Franz Schubert e Heinrich Berté, e protagonizado por Richard Tauber, Jane Baxter e Carl Esmond.